# AFC Champions League Elite
AFC Champions League Elite (viết tắt là ACL Elite) là một giải đấu bóng đá cấp câu lạc bộ thường niên được tổ chức bởi Liên đoàn bóng đá châu Á (AFC), với sự tham gia của các câu lạc bộ tại các giải vô địch quốc gia hàng đầu của châu Á. Đây là giải đấu cấp câu lạc bộ danh giá nhất châu Á, được tranh tài bởi các nhà vô địch quốc gia (một số quốc gia có thể có thêm một hoặc nhiều đội) đến từ các hiệp hội thành viên tương ứng.
Được thành lập vào năm 1967 với tên gọi Giải bóng đá vô địch các câu lạc bộ châu Á (Asian Champion Club Tournament), giải đấu được thay đổi thương hiệu thành AFC Champions League vào năm 2002 sau sự hợp nhất giữa Asian Club Championship, Asian Cup Winners' Cup và Siêu cúp bóng đá châu Á. Giải lấy tên gọi như hiện tại từ mùa giải 2024–25.
Tổng cộng có 24 câu lạc bộ thi đấu theo thể thức League, chia thành hai khu vực Đông và Tây (mỗi khu vực gồm 12 đội). Các câu lạc bộ từ 12 giải đấu quốc gia mạnh nhất châu Á nhận được suất tham dự tự động; những quốc gia này cũng đủ điều kiện tham dự AFC Champions League Two. Đội vô địch AFC Champions League sẽ giành quyền tham dự FIFA Intercontinental Cup và FIFA Club World Cup, cũng như được lọt vào vòng đấu hạng của AFC Champions League Elite mùa giải kế tiếp nếu họ chưa giành quyền tham dự thông qua thành tích thi đấu trong nước.
Câu lạc bộ thành công nhất giải đấu là Al-Hilal của Ả Rập Xê Út với tổng cộng bốn danh hiệu vô địch. Al Ahli Saudi của Ả Rập Xê Út là nhà đương kim vô địch, sau khi đánh bại Kawasaki Frontale của Nhật Bản ở trận chung kết mùa giải 2024–25.

## Lịch sử
| Mùa giải                       | Vô địch                            |
| Asian Champion Club Tournament | Asian Champion Club Tournament     |
| ------------------------------ | ---------------------------------- |
| 1967                           | Hapoel Tel Aviv                    |
| 1969                           | Maccabi Tel Aviv                   |
| 1970                           | Esteghlal                          |
| 1971                           | Maccabi Tel Aviv (2)               |
| 1972                           | Hủy bỏ                             |
| 1973–1984: Không tổ chức       |                                    |
| Asian Club Championship        |                                    |
| 1985–86                        | Daewoo Royals                      |
| 1986                           | Furukawa Electric                  |
| 1987                           | Yomiuri FC                         |
| 1988–89                        | Al-Sadd                            |
| 1989–90                        | Liêu Ninh                          |
| 1990–91                        | Esteghlal (2)                      |
| 1991                           | Al-Hilal                           |
| 1992–93                        | PAS Tehran                         |
| 1993–94                        | Ngân hàng Nông nghiệp Thái Lan     |
| 1994–95                        | Ngân hàng Nông nghiệp Thái Lan (2) |
| 1995                           | Ilhwa Chunma                       |
| 1996–97                        | Pohang Steelers                    |
| 1997–98                        | Pohang Steelers (2)                |
| 1998–99                        | Júbilo Iwata                       |
| 1999–2000                      | Al-Hilal (2)                       |
| 2000–01                        | Suwon Samsung Bluewings            |
| 2001–02                        | Suwon Samsung Bluewings (2)        |
| AFC Champions League           |                                    |
| 2002–03                        | Al Ain                             |
| 2004                           | Al-Ittihad                         |
| 2005                           | Al-Ittihad (2)                     |
| 2006                           | Jeonbuk Hyundai Motors             |
| 2007                           | Urawa Red Diamonds                 |
| 2008                           | Gamba Osaka                        |
| 2009                           | Pohang Steelers (3)                |
| 2010                           | Ilhwa Chunma (2)                   |
| 2011                           | Al-Sadd (2)                        |
| 2012                           | Ulsan Hyundai                      |
| 2013                           | Quảng Châu Hằng Đại                |
| 2014                           | Western Sydney Wanderers           |
| 2015                           | Quảng Châu Hằng Đại (2)            |
| 2016                           | Jeonbuk Hyundai Motors (2)         |
| 2017                           | Urawa Red Diamonds (2)             |
| 2018                           | Kashima Antlers                    |
| 2019                           | Al-Hilal (3)                       |
| 2020                           | Ulsan Hyundai (2)                  |
| 2021                           | Al-Hilal (4)                       |
| 2022                           | Urawa Red Diamonds (3)             |
| 2023–24                        | Al Ain (2)                         |
| AFC Champions League Elite     |                                    |
| 2024–25                        | Al Ahli Saudi                      |

### 1967–1972: Khởi đầu
Bắt đầu với tên gọi Giải đấu vô địch các câu lạc bộ châu Á (Asian Champion Club Tournament), một giải đấu dành cho các nhà vô địch của các quốc gia AFC và có nhiều thể thức khác nhau, với giải đấu đầu tiên được tổ chức theo thể thức loại trực tiếp và ba giải đấu tiếp theo bao gồm một vòng bảng.
Trong khi các câu lạc bộ Israel thống trị bốn phiên bản đầu tiên của giải đấu, điều này một phần là do việc các câu lạc bộ Ả Rập từ chối thi đấu với họ:
- Năm 1970, câu lạc bộ Lebanon Homenetmen đã từ chối thi đấu với Hapoel Tel Aviv trong trận bán kết, trận đấu đã bị hỗn loạn khi Hapoel tiến vào trận chung kết.
- Năm 1971, Aliyat Al-Shorta của Iraq đã từ chối thi đấu với Maccabi Tel Aviv ba lần: ở vòng sơ loại (đã được bốc thăm lại), ở vòng bảng và ở trận chung kết, trận đấu bị hỗn loạn với việc Maccabi được trao chức vô địch.[2] Trong lễ trao giải cho Maccabi, các cầu thủ Aliyat Al-Shorta đã vẫy cờ Palestine quanh sân, trong khi giới truyền thông Iraq coi Aliyat Al-Shorta là đội vô địch giải đấu, với việc đội tổ chức diễu hành trên xe bus ở Baghdad.[3]

Sau khi giải đấu năm 1972 đã bị AFC hủy bỏ vì nhiều lý do, trong đó có hai câu lạc bộ Ả Rập bị loại vì từ chối thi đấu với câu lạc bộ Israel Maccabi Netanya, AFC đã đình chỉ giải đấu trong 14 năm, trong khi Israel bị trục xuất khỏi AFC vào năm 1974.

### 1985–2002: Giải vô địch bóng đá các câu lạc bộ châu Á
Năm 1985-1986 đánh dấu sự trở lại của giải đấu cấp câu lạc bộ hàng đầu châu Á với tên gọi Giải vô địch bóng đá các câu lạc bộ châu Á (Asian Club Championship). Năm 1990, AFC cho ra mắt Cúp các câu lạc bộ đoạt cúp bóng đá quốc gia châu Á (Asian Cup Winners Cup, thường được gọi là Cúp C2 châu Á), và đến năm 1995 là Siêu cúp bóng đá châu Á.

### 2002–2024: Kỷ nguyên Champions League
Mùa giải 2002-03 chứng kiến Giải vô địch các câu lạc bộ châu Á, Cúp C2 châu Á và Siêu cúp bóng đá châu Á sáp nhập để trở thành AFC Champions League. Vòng sơ loại theo thể thức đấu loại trực tiếp sẽ chọn ra 8 đội mạnh nhất cùng với 8 câu lạc bộ xuất sắc nhất từ 2 khu vực phía đông và tây châu Á tiến vào vòng bảng. Trong mùa giải đầu tiên dưới tên gọi AFC Champions League, Al-Ain đánh bại BEC Tero với tỉ số 2–1 để trở thành nhà vô địch. Giải đấu sau đó đã bị hoãn lại 1 năm do virus SARS.
Giải đấu đã được tái ra mắt vào năm 2004 với 29 câu lạc bộ tới từ 14 quốc gia. Không giống như các năm trước, lịch thi đấu đã được thay đổi và diễn ra từ tháng 3 đến tháng 11. Trong giai đoạn đầu của giải, 28 câu lạc bộ được chia thành 7 nhóm, mỗi nhóm bao gồm 4 đội đến từ cùng 1 khu vực (Đông Á và Tây Á) để giảm chi phí đi lại, với các trận đấu vòng bảng diễn ra theo thể thức sân nhà và sân khách. Sau đó, 7 đội bóng đứng đầu mỗi nhóm cùng với đương kim vô địch vào vòng tứ kết. Các vòng tứ kết, bán kết và trận chung kết diễn ra theo hình thức lượt đi-lượt về, có áp dụng luật bàn thắng sân khách, hiệp phụ và loạt sút luân lưu như loạt tie-break.
Mùa giải 2005, các câu lạc bộ của Syria bắt đầu tham gia vào giải đấu. 2 năm sau, đến lượt các câu lạc bộ của Úc cũng tham gia giải đấu khi Úc gia nhập AFC vào năm 2006. Do sự thiếu chuyên nghiệp trong bóng đá tại châu Á, nhiều vấn đề vẫn còn tồn tại trong các giải đấu, chẳng hạn như về bạo lực sân cỏ hay chậm nộp danh sách đăng ký cầu thủ. Nhiều người đã đổ lỗi cho việc tiền thưởng ít cùng chi phí đi lại đắt đỏ như là 1 lý do.
Champions League năm 2009 mở rộng lên 32 câu lạc bộ với 10 giải đấu vô địch quốc gia hàng đầu châu Á sẽ có các câu lạc bộ được vào trực tiếp vòng bảng. Mỗi quốc gia có tối đa 4 đội tham dự, mặc dù không bằng một phần 3 số đội tham gia tại giải đấu cao nhất của mỗi quốc gia, tuy nhiên điều này sẽ tùy thuộc vào giải vô địch của quốc gia đó, cấu trúc giải đấu (chuyên nghiệp), tiếp thị, tài chính, và các tiêu chuẩn khác do Ủy ban AFC Pro-League đưa ra mà sẽ đưa ra quyết định về số đội bóng được tham dự từ giải đấu đó. Các tiêu chí đánh giá và xếp hạng giải đấu cho các quốc gia thành viên tham gia sẽ được AFC điều chỉnh 2 năm 1 lần.
Giải thưởng đã được tăng lên đáng kể từ mùa giải 2009 và các câu lạc bộ có thể kiếm được 1 khoản tiền thưởng ngay cả ở vòng bảng tùy thuộc vào hiệu suất của họ. Phân nhóm được tiến hành theo cách thức giống như 4 giải đấu trước đó, tức là vẫn theo khu vực Đông và Tây Á với bốn bảng của mỗi khu vực. Vòng 16 đội vẫn tiến hành theo thể thức khu vực, tức là 4 đội nhất và 4 đội nhì trong cùng một khu vực sẽ tiến hành thi đấu 1 trận duy nhất để tìm ra 4 đội xuất sắc nhất của mỗi khu vực vào vòng tứ kết. Vòng tứ kết và bán kết sẽ diễn ra theo thể thức lượt đi và về còn trận chung kết sẽ diễn ra một trận duy nhất tại sân trung lập được lựa chọn từ trước.
Western Sydney Wanderers trở thành câu lạc bộ đầu tiên của Úc vô địch của AFC Champions League sau khi họ đánh bại Al-Hilal 1–0 trong trận chung kết 2014.
Năm 2021, vòng bảng được mở rộng từ 32 lên 40 đội, cả hai khu vực phía Tây và phía Đông đều có năm bảng bốn đội. Sự phân bổ vị trí cho sáu hiệp hội thành viên hàng đầu ở mỗi khu vực vẫn không thay đổi.

### Từ 2024–25: Kỷ nguyên Champions League Elite
Ngày 23 tháng 12 năm 2022, AFC đã thông báo về sự thay đổi toàn diện trong cấu trúc giải đấu cấp câu lạc bộ, trong đó giải đấu cấp cao nhất sẽ giảm từ 40 xuống còn 24 đội, mỗi khu vực Tây Á và Đông Á có 12 đội thi đấu tại vòng League mới thay thế cho vòng bảng. Tại vòng League, các đội thi đấu 8 trận với 8 đội khác nhau (4 trận trên sân nhà và 4 trận trên sân khách). 8 đội đứng đầu mỗi khu vực tham dự vòng đấu loại trực tiếp, trong đó chỉ có vòng 16 đội thi đấu hai lượt đi và về. Từ vòng tứ kết, các đội thi đấu một lượt trận duy nhất tại một địa điểm tập trung. Vào ngày 14 tháng 8 năm 2023, AFC xác nhận rằng thể thức này sẽ được áp dụng từ mùa giải 2024–25, đồng thời đổi tên giải thành AFC Champions League Elite. Vào tháng 12 năm 2023, Ả Rập Xê Út được trao quyền chủ nhà cho vòng chung kết trong hai mùa giải 2024–25 và 2025–26.

## Thể thức

Bản đồ các quốc gia AFC có đội lọt vào vòng League AFC Champions League Elite (trước đây là vòng bảng AFC Champions League) (được hiển thị màu xanh lá). Các quốc gia chưa bao giờ có đại diện lọt vào ACL được hiển thị màu xanh dương.

### Vòng loại
Kể từ mùa giải 2024–25, AFC Champions League Elite sử dụng thể thức League với 24 đội bóng, trước đó là các trận đấu vòng loại dành cho những đội không giành quyền vào thẳng giải đấu. Các đội cũng được chia thành các khu vực phía Đông và phía Tây.
Số lượng câu lạc bộ của mỗi hiệp hội tham dự AFC Champions League được xác định hàng năm thông qua các tiêu chí do Ủy ban thi đấu AFC đưa ra, dựa trên cấu trúc tương tự của hệ số UEFA. Xếp hạng của hiệp hội càng cao theo tiêu chí xác định thì càng có nhiều đội đại diện cho hiệp hội đó ở Champions League.

### Giải đấu
Giải đấu bắt đầu với vòng đấu League gồm 24 đội, được chia thành hai khu vực Đông và Tây Á với 12 đội cho mỗi khu vực. Mỗi đội thi đấu 8 trận với 8 đội bóng khác nhau (4 trận trên sân nhà và 4 trận trên sân khách). Tám đội đứng đầu từ mỗi khu vực tiến vào vòng tiếp theo.
Ở vòng 16 đội, các đội trong cùng khu vực được bắt cặp thi đấu dựa trên thứ hạng tại vòng League: Hạng 1 gặp hạng 8, hạng 2 gặp hạng 7, hạng 3 gặp hạng 6 và hạng 4 gặp hạng 5. Các đội thi đấu hai lượt trận trên sân nhà và sân khách (không áp dụng luật bàn thắng sân khách); nếu tổng tỷ số hòa sau 180 phút sẽ thi đấu tiếp hai hiệp phụ và sau đó, nếu cần thiết, thi đấu loạt sút luân lưu để xác định đội chiến thắng chung cuộc. Tám đội giành chiến thắng sẽ tham dự vòng chung kết theo hình thức thi đấu tập trung tại một quốc gia, nơi các đội bóng sẽ gặp các đối thủ từ khu vực còn lại.

### Các quốc gia tham dự
Các đội tham dự tới từ 24 quốc gia thành viên AFC đã vượt qua được vòng sơ loại của AFC Champions League. Việc phân chia các đội của các nước thành viên được liệt kê dưới đây; dấu sao là có ít nhất một đội bóng đã bị loại khi thi đấu tại vòng sơ loại. 32 quốc gia của AFC đã từng có các diện tham gia, và các quốc gia chưa bao giờ có đội bóng lọt vào vòng bảng không được hiển thị.
| Quốc gia tham dự | Mùa giải | Mùa giải | Mùa giải | Mùa giải | Mùa giải | Mùa giải | Mùa giải | Mùa giải | Mùa giải | Mùa giải | Mùa giải | Mùa giải | Mùa giải | Mùa giải | Mùa giải | Mùa giải | Mùa giải | Mùa giải | Mùa giải | Mùa giải | Mùa giải |
| Quốc gia tham dự | 2002–03  | 2004     | 2005     | 2006     | 2007     | 2008     | 2009     | 2010     | 2011     | 2012     | 2013     | 2014     | 2015     | 2016     | 2017     | 2018     | 2019     | 2020     | 2021     |          |          |
| ---------------- | -------- | -------- | -------- | -------- | -------- | -------- | -------- | -------- | -------- | -------- | -------- | -------- | -------- | -------- | -------- | -------- | -------- | -------- | -------- | -------- | -------- |
| Đông Á           |          |          |          |          |          |          |          |          |          |          |          |          |          |          |          |          |          |          |          |          |          |
| Úc               | –        | –        | –        | –        | 2        | 2        | 2        | 2        | 2        | 3        | 1*       | 3        | 2*       | 2*       | 3        | 2*       | 2*       | 3        | 0        |          |          |
| Trung Quốc       | 2        | 2        | 2        | 2        | 2        | 2        | 4        | 4        | 4        | 3        | 4        | 4        | 4        | 4        | 3*       | 4        | 4        | 4        | 2*       |          |          |
| Hồng Kông        | 0*       | 0        | 0        | 0        | 0        | 0        | 0        | 0        | 0        | 0        | 0        | 0*       | 0*       | 0*       | 1*       | 1*       | 0*       | 0*       | 1        |          |          |
| Indonesia        | 0*       | 2        | 2        | 0        | 2        | 0        | 1*       | 1*       | 1*       | 0*       | 0        | 0        | 0*       | 0        | 0        | 0*       | 0*       | 0*       | 0        |          |          |
| Nhật Bản         | 2        | 2        | 2        | 2        | 2        | 3        | 4        | 4        | 4        | 4        | 4        | 4        | 4        | 4        | 4        | 4        | 4        | 3*       | 4        |          |          |
| Hàn Quốc         | 2        | 2        | 2        | 2        | 2        | 3        | 4        | 4        | 4        | 4        | 4        | 4        | 4        | 4        | 4        | 4        | 4        | 3*       | 4        |          |          |
| Malaysia         | 0        | 0        | 0        | 0        | 0        | 0        | 0        | 0        | 0        | 0        | 0        | 0        | 0*       | 0*       | 0*       | 0*       | 1*       | 1*       | 1        |          |          |
| Philippines      | 0        | 0        | 0        | 0        | 0        | 0        | 0        | 0        | 0        | 0        | 0        | 0        | 0        | 0        | 0*       | 0*       | 0*       | 0*       | 2        |          |          |
| Singapore        | 0*       | 0        | 0        | 0        | 0        | 0        | 1        | 1        | 0        | 0        | 0        | 0*       | 0*       | 0*       | 0*       | 0*       | 0*       | 0*       | 1        |          |          |
| Thái Lan         | 2        | 2        | 2        | 0        | 1        | 2        | 0*       | 0*       | 0*       | 1*       | 2        | 1*       | 1*       | 1*       | 1*       | 1*       | 1*       | 1*       | 4        |          |          |
| Việt Nam         | 0*       | 2        | 2        | 2        | 1        | 2        | 0        | 0*       | 0        | 0        | 0        | 0*       | 1*       | 1*       | 0*       | 0*       | 0*       | 0*       | 1        |          |          |
| Tổng cộng        | 8        | 12       | 12       | 8        | 13       | 13       | 16       | 16       | 15       | 15       | 15       | 16       | 16       | 16       | 16       | 16       | 16       | 16       | 20       |          |          |
| Tây Á            |          |          |          |          |          |          |          |          |          |          |          |          |          |          |          |          |          |          |          |          |          |
| Ấn Độ            | 0*       | 0        | 0        | 0        | 0        | 0        | 0*       | 0*       | 0*       | 0        | 0        | 0*       | 0*       | 0*       | 0*       | 0*       | 0*       | 0*       | 1        |          |          |
| Ả Rập Saudi      | 1*       | 2        | 3        | 3        | 2        | 2        | 4        | 4        | 4        | 3*       | 4        | 4        | 4        | 4        | 4        | 2        | 4        | 4        | 3*       |          |          |
| Bahrain          | 0*       | 2        | 0        | 0        | 0        | 0        | 0        | 0        | 0        | 0        | 0        | 0*       | 0*       | 0        | 0        | 0*       | 0        | 0*       | 0*       |          |          |
| Iran             | 2        | 2        | 2        | 2        | 1        | 2        | 4        | 4        | 4        | 3*       | 3*       | 4        | 4        | 3*       | 4        | 4        | 3*       | 4        | 4        |          |          |
| Iraq             | 1*       | 2        | 2        | 2        | 2        | 2        | 0        | 0        | 0        | 0        | 0        | 0*       | 0        | 0        | 0        | 0        | 1*       | 1*       | 2*       |          |          |
| Jordan^          | 0*       | 0        | 0        | 0        | 0        | 0        | 0        | 0        | 0        | 0        | 0        | 0*       | 0*       | 0*       | 0*       | 0*       | 0*       | 0*       | 1        |          |          |
| Kuwait           | 0*       | 1        | 2        | 2        | 2        | 2        | 0        | 0        | 0        | 0        | 0        | 0*       | 0*       | 0        | 0        | 0        | 0*       | 0*       | 0*       |          |          |
| Qatar            | 1*       | 2        | 2        | 2        | 2        | 2        | 2        | 2        | 3        | 4        | 4        | 4        | 2*       | 2*       | 2*       | 4        | 3*       | 2*       | 3*       |          |          |
| Syria            | 0*       | 0        | 2        | 2        | 2        | 2        | 0        | 0*       | 0*       | 0        | 0        | 0        | 0        | 0        | 0        | 0        | 0        | 0        | 0        |          |          |
| Tajikistan       | 0        | 0        | 0        | 0        | 0        | 0        | 0        | 0        | 0        | 0        | 0        | 0        | 0        | 0        | 0        | 0        | 0*       | 0*       | 1        |          |          |
| Turkmenistan     | 1*       | 0        | 0        | 0        | 0        | 0        | 0        | 0        | 0        | 0        | 0        | 0        | 0        | 0        | 0        | 0        | 0        | 0        | 0        |          |          |
| UAE              | 1*       | 3        | 2        | 2        | 2        | 2        | 4        | 4        | 4        | 4        | 4        | 3*       | 2*       | 3*       | 4        | 4        | 3*       | 4        | 3*       |          |          |
| Uzbekistan       | 1*       | 2        | 2        | 2        | 2        | 2        | 2        | 2        | 2        | 3*       | 2*       | 1*       | 4        | 4        | 2*       | 2*       | 2*       | 1*       | 2        |          |          |
| Tổng cộng        | 8        | 14       | 17       | 17       | 15       | 16       | 16       | 16       | 17       | 17       | 17       | 16       | 16       | 16       | 16       | 16       | 16       | 16       | 20       |          |          |
| Tổng cộng        |          |          |          |          |          |          |          |          |          |          |          |          |          |          |          |          |          |          |          |          |          |
| Chung kết        | 16       | 26       | 29       | 25       | 28       | 29       | 32       | 32       | 32       | 32       | 32       | 32       | 32       | 32       | 32       | 32       | 32       | 32       | 40       |          |          |
| Vòng loại        | 53       | 26       | 29       | 25       | 28       | 29       | 35       | 37       | 36       | 37       | 35       | 47       | 49       | 45       | 47       | 46       | 51       | 52       | 45       |          |          |

| Quốc gia tham dự     | Mùa giải | Mùa giải | Mùa giải | Mùa giải | Mùa giải | Mùa giải | Mùa giải | Mùa giải | Mùa giải | Mùa giải | Mùa giải | Mùa giải | Mùa giải | Mùa giải | Mùa giải | Mùa giải | Mùa giải | Mùa giải | Mùa giải | Mùa giải | Mùa giải |
| Quốc gia tham dự     | 2022     | 2023–24  | 2024–25  |          |          |          |          |          |          |          |          |          |          |          |          |          |          |          |          |          |          |
| -------------------- | -------- | -------- | -------- | -------- | -------- | -------- | -------- | -------- | -------- | -------- | -------- | -------- | -------- | -------- | -------- | -------- | -------- | -------- | -------- | -------- | -------- |
| Đông Á và Đông Nam Á |          |          |          |          |          |          |          |          |          |          |          |          |          |          |          |          |          |          |          |          |          |
| Úc                   | 2        | 1        | 1        |          |          |          |          |          |          |          |          |          |          |          |          |          |          |          |          |          |          |
| Trung Quốc           | 2        | 3*       | 3*       |          |          |          |          |          |          |          |          |          |          |          |          |          |          |          |          |          |          |
| Hồng Kông            | 1        | 1*       | 0        |          |          |          |          |          |          |          |          |          |          |          |          |          |          |          |          |          |          |
| Indonesia            | 0        | 0*       | 0        |          |          |          |          |          |          |          |          |          |          |          |          |          |          |          |          |          |          |
| Nhật Bản             | 4        | 4        | 3        |          |          |          |          |          |          |          |          |          |          |          |          |          |          |          |          |          |          |
| Hàn Quốc             | 4        | 4        | 3        |          |          |          |          |          |          |          |          |          |          |          |          |          |          |          |          |          |          |
| Malaysia             | 1        | 1        | 1        |          |          |          |          |          |          |          |          |          |          |          |          |          |          |          |          |          |          |
| Philippines          | 1*       | 1        | 0        |          |          |          |          |          |          |          |          |          |          |          |          |          |          |          |          |          |          |
| Singapore            | 1        | 1        | 0        |          |          |          |          |          |          |          |          |          |          |          |          |          |          |          |          |          |          |
| Thái Lan             | 2*       | 3*       | 2*       |          |          |          |          |          |          |          |          |          |          |          |          |          |          |          |          |          |          |
| Việt Nam             | 1        | 1*       | 0        |          |          |          |          |          |          |          |          |          |          |          |          |          |          |          |          |          |          |
| Tổng cộng            | 19       | 20       | 12       |          |          |          |          |          |          |          |          |          |          |          |          |          |          |          |          |          |          |
| Tây Á                |          |          |          |          |          |          |          |          |          |          |          |          |          |          |          |          |          |          |          |          |          |
| Ấn Độ                | 1        | 1        | 0        |          |          |          |          |          |          |          |          |          |          |          |          |          |          |          |          |          |          |
| Ả Rập Saudi          | 4        | 4        | 3        |          |          |          |          |          |          |          |          |          |          |          |          |          |          |          |          |          |          |
| Bahrain              | 0        | 0        | 0        |          |          |          |          |          |          |          |          |          |          |          |          |          |          |          |          |          |          |
| Iran                 | 2        | 3*       | 2        |          |          |          |          |          |          |          |          |          |          |          |          |          |          |          |          |          |          |
| Iraq                 | 1*       | 1        | 1        |          |          |          |          |          |          |          |          |          |          |          |          |          |          |          |          |          |          |
| Jordan^              | 1        | 1*       | 0        |          |          |          |          |          |          |          |          |          |          |          |          |          |          |          |          |          |          |
| Kuwait               | 0        | 0        | 0        |          |          |          |          |          |          |          |          |          |          |          |          |          |          |          |          |          |          |
| Qatar                | 4        | 2*       | 3*       |          |          |          |          |          |          |          |          |          |          |          |          |          |          |          |          |          |          |
| Syria                | 0        | 0*       | 0        |          |          |          |          |          |          |          |          |          |          |          |          |          |          |          |          |          |          |
| Tajikistan           | 1        | 1        | 0        |          |          |          |          |          |          |          |          |          |          |          |          |          |          |          |          |          |          |
| Turkmenistan         | 1        | 1        | 0        |          |          |          |          |          |          |          |          |          |          |          |          |          |          |          |          |          |          |
| UAE                  | 3*       | 2*       | 3*       |          |          |          |          |          |          |          |          |          |          |          |          |          |          |          |          |          |          |
| Uzbekistan           | 2        | 4        | 1        |          |          |          |          |          |          |          |          |          |          |          |          |          |          |          |          |          |          |
| Tổng cộng            | 20       | 20       | 12       |          |          |          |          |          |          |          |          |          |          |          |          |          |          |          |          |          |          |
| Tổng cộng            |          |          |          |          |          |          |          |          |          |          |          |          |          |          |          |          |          |          |          |          |          |
| Chung kết            | 39       | 40       | 24       |          |          |          |          |          |          |          |          |          |          |          |          |          |          |          |          |          |          |
| Vòng loại            | 46       | 53       | 27       |          |          |          |          |          |          |          |          |          |          |          |          |          |          |          |          |          |          |

## Tiền thưởng
Dưới đây là cơ cấu tiền thưởng được áp dụng kể từ mùa giải 2021.
| Giai đoạn     | Thưởng                                       | Hỗ trợ đi lại (cho mỗi trận) |
| ------------- | -------------------------------------------- | ---------------------------- |
| Vòng sơ loại  | Không                                        | 30.000 USD                   |
| Vòng play-off | Không                                        | 30.000 USD                   |
| Vòng bảng     | Thắng: 50.000 USD Hòa: 10.000 USD            | 45,000 USD                   |
| Vòng 16 đội   | 100.000 USD                                  | 45,000 USD                   |
| Tứ kết        | 150.000 USD                                  | 45,000 USD                   |
| Bán kết       | 250.000 USD                                  | 45,000 USD                   |
| Chung kết     | Vô địch: 4.000.000 USD Á quân: 2.000.000 USD | 90,000 USD                   |

## Tiếp thị

### Tài trợ

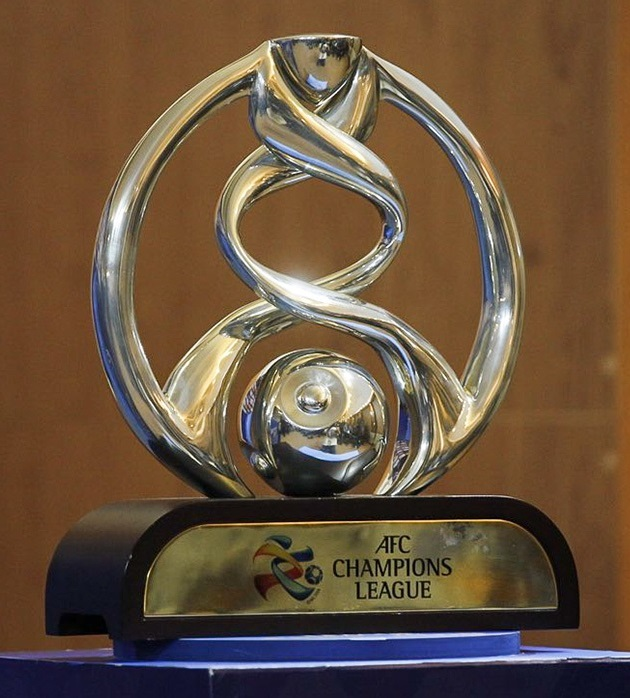
Chiếc cúp của giải đấu từ năm 2009, sau khi thiết kế lại logo.

Giống như FIFA World Cup, AFC Champions League được tài trợ bởi một nhóm các tập đoàn đa quốc gia, trái với một nhà tài trợ chính duy nhất thường thấy ở các giải đấu hàng đầu quốc gia.
Các nhà tài trợ chính hiện tại của giải đấu là:
- Neom [12]
- Konami [13]
- Molten [14]

### Trò chơi điện tử
Konami với loạt game Pro Evolution Soccer đang là đơn vị nắm bản quyền cho trò chơi điện tử AFC Champions League cũng như các đội thi đấu.

## Kỷ lục và số liệu thống kê

### Đội vô địch
| Câu lạc bộ                      | Số lần vô địch | Số lần á quân | Năm vô địch                 | Năm á quân                      |
| ------------------------------- | -------------- | ------------- | --------------------------- | ------------------------------- |
| Al-Hilal                        | 4              | 5             | 1991, 1999–2000, 2019, 2021 | 1986, 1987, 2014, 2017, 2022–23 |
| Pohang Steelers                 | 3              | 1             | 1996–97, 1997–98, 2009      | 2021                            |
| Urawa Red Diamonds              | 3              | 1             | 2007, 2017, 2022–23         | 2019                            |
| Esteghlal                       | 2              | 2             | 1970, 1990–91               | 1991, 1998–99                   |
| Seongnam FC                     | 2              | 2             | 1995, 2010                  | 1996–97, 2004                   |
| Al Ain                          | 2              | 2             | 2002–03, 2023–24            | 2005, 2016                      |
| Al-Ittihad                      | 2              | 1             | 2004, 2005                  | 2009                            |
| Jeonbuk Hyundai Motors          | 2              | 1             | 2006, 2016                  | 2011                            |
| Maccabi Tel Aviv2               | 2              | 0             | 1969, 1971                  | –                               |
| Al-Sadd                         | 2              | 0             | 1988–89, 2011               | –                               |
| Ngân hàng Nông nghiệp Thái Lan1 | 2              | 0             | 1993–94, 1994–95            | –                               |
| Suwon Samsung Bluewings         | 2              | 0             | 2000–01, 2001–02            | –                               |
| Ulsan Hyundai                   | 2              | 0             | 2012, 2020                  | –                               |
| Quảng Châu                      | 2              | 0             | 2013, 2015                  | –                               |
| Júbilo Iwata                    | 1              | 2             | 1998–99                     | 1999–2000, 2000–01              |
| Al-Ahli                         | 1              | 2             | 2024–25                     | 1985–86, 2012                   |
| Hapoel Tel Aviv2                | 1              | 1             | 1967                        | 1970                            |
| Liêu Ninh Hoành Vận1            | 1              | 1             | 1989–90                     | 1990–91                         |
| Busan IPark                     | 1              | 0             | 1985–86                     | –                               |
| JEF United Chiba                | 1              | 0             | 1986                        | –                               |
| Tokyo Verdy                     | 1              | 0             | 1987                        | –                               |
| PAS Tehran1                     | 1              | 0             | 1992–93                     | –                               |
| Gamba Osaka                     | 1              | 0             | 2008                        | –                               |
| Western Sydney Wanderers        | 1              | 0             | 2014                        | –                               |
| Kashima Antlers                 | 1              | 0             | 2018                        | –                               |
| Yokohama F. Marinos             | 0              | 2             | –                           | 1989–90, 2023–24                |
| FC Seoul                        | 0              | 2             | –                           | 2001–02, 2013                   |
| Persepolis                      | 0              | 2             | –                           | 2018, 2020                      |
| Selangor                        | 0              | 1             | –                           | 1967                            |
| Yangzee1                        | 0              | 1             | –                           | 1969                            |
| Al-Shorta                       | 0              | 1             | –                           | 1971                            |
| Al-Rasheed1                     | 0              | 1             | –                           | 1988–89                         |
| Al-Shabab                       | 0              | 1             | –                           | 1992–93                         |
| Oman Club                       | 0              | 1             | –                           | 1993–94                         |
| Al-Arabi                        | 0              | 1             | –                           | 1994–95                         |
| Al-Nassr                        | 0              | 1             | –                           | 1995                            |
| Đại Liên1                       | 0              | 1             | –                           | 1997–98                         |
| BEC Tero Sasana                 | 0              | 1             | –                           | 2002–03                         |
| Al-Karamah                      | 0              | 1             | –                           | 2006                            |
| Sepahan                         | 0              | 1             | –                           | 2007                            |
| Adelaide United                 | 0              | 1             | –                           | 2008                            |
| Zob Ahan Esfahan                | 0              | 1             | –                           | 2010                            |
| Shabab Al-Ahli                  | 0              | 1             | –                           | 2015                            |
| Kawasaki Frontale               | 0              | 1             | –                           | 2024–25                         |

1 Câu lạc bộ không còn tồn tại
2 Năm 1974, Hiệp hội bóng đá Israel bị khai trừ khỏi AFC do áp lực chính trị, và đã trở thành một thành viên đầy đủ của UEFA trong năm 1994. Kết quả là các câu lạc bộ của Israel không còn tham gia vào các giải đấu AFC nữa.

### Quốc gia
Bảng danh sách quốc gia xếp theo số lượng câu lạc bộ giành chức vô địch và á quân tại AFC Champions League.
| Quốc gia    | Vô địch | Á quân | Tổng cộng |
| ----------- | ------- | ------ | --------- |
| Hàn Quốc    | 12      | 7      | 19        |
| Ả Rập Xê Út | 7       | 10     | 17        |
| Nhật Bản    | 8       | 6      | 14        |
| Iran        | 3       | 6      | 9         |
| Trung Quốc  | 3       | 2      | 5         |
| UAE         | 2       | 3      | 5         |
| Israel      | 3       | 1      | 4         |
| Qatar       | 2       | 1      | 3         |
| Thái Lan    | 2       | 1      | 3         |
| Úc          | 1       | 1      | 2         |
| Iraq        | 0       | 2      | 2         |
| Malaysia    | 0       | 1      | 1         |
| Oman        | 0       | 1      | 1         |
| Syria       | 0       | 1      | 1         |

### Khu vực
| Liên đoàn (Khu vực) | Liên đoàn (Khu vực) | Lần vô địch | Tổng |
| ------------------- | ------------------- | ----------- | ---- |
| EAFF (Đông Á)       | Đông Á              | 23          | 26   |
| AFF (Đông Nam Á)    | Đông Á              | 3           | 26   |
| WAFF (Tây Á)        | Tây Á               | 11          | 14   |
| CAFA (Trung Á)      | Tây Á               | 3           | 14   |
| SAFF (Nam Á)        | Tây Á               | 0           | 14   |

Ghi chú: Danh sách không bao gồm các câu lạc bộ Israel, đội vô địch mùa giải 1967, 1969 và 1971.

## Giải thưởng

### Cầu thủ xuất sắc nhất giải
| Năm       | Cầu Thủ          | Câu Lạc Bộ               | Nguồn  |
| --------- | ---------------- | ------------------------ | ------ |
| 1996–97   | An Ik-soo        | Pohang Steelers          | [ 16 ] |
| 1997–98   | Ahmed Al-Dokhi   | Al-Hilal                 | [ 17 ] |
| 1998–99   | Seydou Traoré    | Al-Ain                   | [ 18 ] |
| 1999–2000 | Sérgio Ricardo   | Al-Hilal                 | [ 19 ] |
| 2000–01   | Zoltan Sabo      | Suwon Samsung Bluewings  | [ 20 ] |
| 2001–02   | —                | —                        | —      |
| 2002–03   | Therdsak Chaiman | BEC Tero Sasana          | [ 21 ] |
| 2004      | Redha Tukar      | Al-Ittihad               | [ 22 ] |
| 2005      | Mohammed Noor    | Al-Ittihad               | [ 23 ] |
| 2006      | Choi Jin-cheul   | Jeonbuk Hyundai Motors   | [ 24 ] |
| 2007      | Yuichiro Nagai   | Urawa Red Diamonds       |        |
| 2008      | Yasuhito Endō    | Gamba Osaka              |        |
| 2009      | No Byung-jun     | Pohang Steelers          | [ 25 ] |
| 2010      | Sasa Ognenovski  | Seongnam Ilhwa Chunma    | [ 26 ] |
| 2011      | Lee Dong-gook    | Jeonbuk Hyundai Motors   | [ 27 ] |
| 2012      | Lee Keun-ho      | Ulsan Hyundai            | [ 28 ] |
| 2013      | Muriqui          | Quảng Châu Hằng Đại      | [ 29 ] |
| 2014      | Ante Covic       | Western Sydney Wanderers | [ 30 ] |
| 2015      | Ricardo Goulart  | Quảng Châu Hằng Đại      | [ 31 ] |
| 2016      | Omar Abdulrahman | Al-Ain                   | [ 32 ] |
| 2017      | Yōsuke Kashiwagi | Urawa Red Diamonds       | [ 33 ] |
| 2018      | Yuma Suzuki      | Kashima Antlers          | [ 34 ] |
| 2019      | Bafétimbi Gomis  | Al-Hilal                 | [ 35 ] |
| 2020      | Yoon Bit-garam   | Ulsan Hyundai            | [ 36 ] |
| 2021      | Salem Al-Dawsari | Al-Hilal                 | [ 37 ] |
| 2022      | Hiroki Sakai     | Urawa Red Diamonds       | [ 38 ] |
| 2023–24   | Soufiane Rahimi  | Al Ain                   |        |
| 2024–25   | Roberto Firmino  | Al-Ahli                  |        |

### Vua phá lưới
| Năm     | Cầu Thủ              | Câu Lạc Bộ              | Bàn Thắng |
| ------- | -------------------- | ----------------------- | --------- |
| 2002–03 | Hao Haidong          | Đại Liên                | 9         |
| 2004    | Kim Do-hoon          | Seongnam Ilhwa Chunma   | 9         |
| 2005    | Mohamed Kallon       | Al-Ittihad              | 6         |
| 2006    | Magno Alves          | Gamba Osaka             | 8         |
| 2007    | Mota                 | Seongnam Ilhwa Chunma   | 7         |
| 2008    | Nantawat Tansopa     | Krung Thai Bank         | 9         |
| 2009    | Leandro              | Gamba Osaka             | 10        |
| 2010    | Jose Mota            | Suwon Samsung Bluewings | 9         |
| 2011    | Lee Dong-gook        | Jeonbuk Hyundai Motors  | 9         |
| 2012    | Ricardo Oliveira     | Al-Jazira               | 12        |
| 2013    | Muriqui              | Quảng Châu Hằng Đại     | 13        |
| 2014    | Asamoah Gyan         | Al Ain                  | 12        |
| 2015    | Ricardo Goulart      | Quảng Châu Hằng Đại     | 8         |
| 2016    | Adriano              | FC Seoul                | 13        |
| 2017    | Omar Kharbin         | Al-Hilal                | 10        |
| 2018    | Baghdad Bounedjah    | Al-Sadd                 | 13        |
| 2019    | Bafétimbi Gomis      | Al-Hilal                | 11        |
| 2020    | Abderrazak Hamdallah | Al Nassr                | 7         |
| 2021    | Michael Olunga       | Al-Duhail               | 9         |
| 2022    | Edmilson Junior      | Al-Duhail               | 8         |
| 2023–24 | Soufiane Rahimi      | Al Ain                  | 13        |
| 2024–25 | Salem Al-Dawsari     | Al-Hilal                | 10        |

### Đội đoạt giải Fairplay
| Năm     | Câu lạc bộ             |
| ------- | ---------------------- |
| 2007    | Urawa Red Diamonds     |
| 2008    | Gamba Osaka            |
| 2009    | Pohang Steelers        |
| 2010    | Seongnam Ilhwa Chunma  |
| 2011    | Jeonbuk Hyundai Motors |
| 2012    | Ulsan Hyundai          |
| 2013    | FC Seoul               |
| 2014    | Al-Hilal               |
| 2015    | Quảng Châu Hằng Đại    |
| 2016    | Al-Ain                 |
| 2017    | Urawa Red Diamonds     |
| 2018    | Persepolis             |
| 2019    | Urawa Red Diamonds     |
| 2020    | Ulsan Hyundai          |
| 2021    | Al-Hilal               |
| 2022    | Urawa Red Diamonds     |
| 2023–24 | Yokohama F. Marinos    |
| 2024–25 | Kawasaki Frontale      |